# Wilco: Learning How to Die
Wilco: Learning How to Die (2004, ISBN 0767915585) es un libro escrito por el crítico de rock del Chicago Tribune Greg Kot. Se escribió con la cooperación de los integrantes de la banda estadounidense Wilco del presente y del pasado. Abarca el período en el que el cantante Jeff Tweedy nació, la formación y disolución de Uncle Tupelo y la carrera de Wilco hasta el lanzamiento de A Ghost Is Born en 2004. Se escribió básicamente como una historia oral sobre la base de entrevistas con Tweedy, John Stirratt y otros miembros de Wilco, así como el mánager Tony Margherita y el baterista de Uncle Tupelo Mike Heidorn. El título proviene de un verso de la canción «War on War», presente en su álbum de 2002 Yankee Hotel Foxtrot. Se publicó el 15 de junio de 2004 a través de Broadway Books y recibió reseñas positivas de medios como The New York Times.